# Îles Bourke
Les îles Bourke sont un groupe d’îles dans l’archipel des îles du détroit de Torrès, situé à l’ouest du passage de Cumberland dans le détroit de Torrès, dans le Queensland, en Australie. Les îles sont situées à environ 130 km au nord-est de l’île Thursday et 54 km sud-ouest de l’île Darnley (en). Les îles Bourke sont situées dans la région des îles du détroit de Torrès.
Les îles ont été nommées en 1836 par Charles Lewis, le commandant de la goélette coloniale Isabella, en l’honneur de Richard Bourke, qui était à l’époque le gouverneur de Nouvelle-Galles du Sud.
Les îles Bourke comprennent :
- Îlot Aukane
- Île Aureed
- Îlot Kabbikane
- Îlot Layoak
- Îlot Mimi
- Îlot Roberts
- Île Yam[4]